# Willi Fuggerer
Willi Fuggerer (Núremberg, 11 de septiembre de 1941-Núremberg, 2 de septiembre de 2005) fue un deportista alemán que compitió para la RFA en ciclismo en la modalidad de pista, especialista en la prueba de tándem.
Participó en los Juegos Olímpicos de Tokio 1964, obteniendo una medalla de bronce en la prueba de tándem (haciendo pareja con Klaus Kobusch) y el quinto lugar en velocidad individual.

## Medallero internacional
| Representando al Equipo Alemán Unificado |               |                   |             |
| Juegos Olímpicos                         |               |                   |             |
| Año                                      | Lugar         | Medalla           | Competición |
| 1964                                     | Tokio (Japón) | Medalla de bronce | Tándem      |